# Marco Bandiera
Marco Bandiera (født 12. juni 1984, Castelfranco Veneto) er en italiensk tidligere professionel cykelrytter, som har cyklet for det professionelle cykelhold Lampre-Fondital, og fra 2010 for Team Katusha.